# Lanfranco Turci

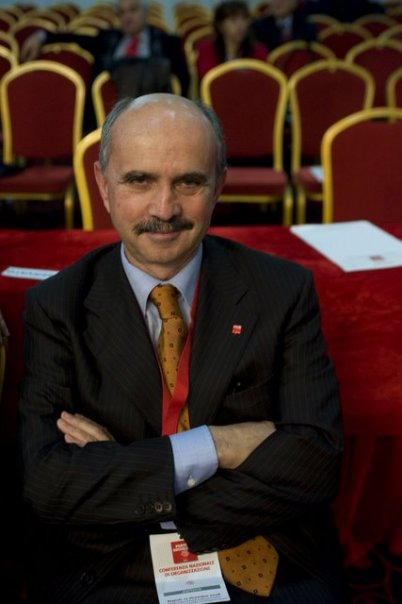
Lanfranco Turci

Lanfranco Turci (nascido a 2 de dezembro de 1940 em Campogalliano) é um político italiano.
Foi presidente do conselho regional da Emilia-Romagna (1978 – 1987), presidente nacional da Liga das Cooperativas (1987 – 1992), deputado (1992, 1994, 1996, 2006), senador (2001) e subsecretário da Indústria no Governo D'Alema 2 (1999 – 2000).